# 976 - Chiamata per il diavolo
976 - Chiamata per il diavolo (976-EVIL) è un film del 1988 diretto da Robert Englund.

## Trama
Hoax è un ragazzo tranquillo che vive con la madre Lucy, bacchettona ed ossessiva, e il cugino Spike che frequenta una banda di giovani teppisti. Hoax è spesso vittima dei compagni di scuola e anche con le ragazze non riesce ad avere fortuna. Sfogliando un giornale, Hoax trova l'annuncio di un numero telefonico di servizio a cui si può rivolgere chi ha problemi. Decide di chiamarlo e si mette in contatto con una voce misteriosa che gli promette di esaudire ogni suo desiderio. Il ragazzo accetta e scatena una serie di diabolici eventi.

## Produzione
976 - Chiamata per il diavolo è il primo film da regista di Robert Englund, celebre attore che ha interpretato Freddy Krueger nella saga di Nightmare. La seconda moglie di Englund, Roxanne Rogers, sposata nel 1986, compare nel film. Stephen Geoffreys, che interpreta Hoax, aveva recitato il ruolo di Ed Thompson in Ammazzavampiri (1985).

## Sequel
Il film ha avuto un seguito, 976 - Chiamata per il diavolo 2, uscito nel 1992.